# Claudio Kacs
Mauricio Claudio Kacs (Buenos Aires, Argentina; 1951 - Dolores, Buenos Aires, Argentina; 1 de marzo de 1981) fue un actor, autor teatral y músico argentino.

## Carrera
Dedicado al teatro infantil estrenó en 1971 las obras El señor de la calle que baja y El castillo de limón, y en el lapso de un lustro dio a conocer La ronda del sol, Bailicanticando y Vamos a pintar paredes, en 1972. Zaguantapón, Salpicón Sin Ton pero Concert, en 1973, y el Bla Bla olvidado en 1974.
En 1975 viajó a Perú donde permaneció hasta 1978. Durante esos tres años escribió para café- concert obras como Permítame mostrarle, Para bien o para mal, Tarturremoto, Yo si... ¿y usted?, Los cinco  y medio, Cabeza loca, y Los entendidos.
También compuso música para TV y diversos espectáculos teatrales. Sin estrenar para adultos, Juicio a la clase media y para niños El revés de la sonrisa.
Obtuvo mención en el Festival de la Canción Infantil 1973, y el Primer premio CIEDDA en el Año Internacional  del Niño por Bailicanticando.
Como actor trabajó en 1971 en la obra Adán y Eva, en el Teatro Colonial, con Andrea Bosch, Carlos Etchegoyen, Cora Molina, Martín Cablot, Susana Villafañe,Graciela Aráoz, Margot Acosta, José María Rivara, Gastón Durán y Juan Carlos Vera. Un año después trabajó en el espectáculo No nos dejen solos como compositor.
Falleció prematuramente luego de una cruel enfermedad el domingo 1 de marzo de 1981 a los 30 años.